# Meoma ventricosa
Meoma ventricosa är en sjöborreart som först beskrevs av Jean-Baptiste Lamarck 1816.  Meoma ventricosa ingår i släktet Meoma och familjen lyrsjöborrar. Inga underarter finns listade i Catalogue of Life.